# Coudray (Loiret)
Coudray ist eine Ortschaft und eine ehemalige französische Gemeinde mit 386 Einwohnern (Stand: 1. Januar 2022) im äußersten Norden des Département Loiret in der Region Centre-Val de Loire. Sie gehörte zum Arrondissement Pithiviers und zum Kanton Malesherbes. 
Mit Wirkung vom 1. Januar 2016 wurde Coudray mit den früheren Gemeinden Malesherbes, Labrosse, Mainvilliers, Manchecourt, Nangeville und Orveau-Bellesauve zur Commune nouvelle Le Malesherbois zusammengelegt und übt seither in der neuen Gemeinde den Status einer Commune déléguée aus.

## Lage
Nachbarorte sind Orveau-Bellesauve im Nordwesten, Malesherbes im Nordosten und im Osten, Labrosse im Südosten und Manchecourt im Südwesten. 

## Bevölkerungsentwicklung
| Jahr      | 1962 | 1968 | 1975 | 1982 | 1990 | 1999 | 2008 | 2015 |
| --------- | ---- | ---- | ---- | ---- | ---- | ---- | ---- | ---- |
| Einwohner | 207  | 222  | 222  | 249  | 318  | 366  | 416  | 401  |

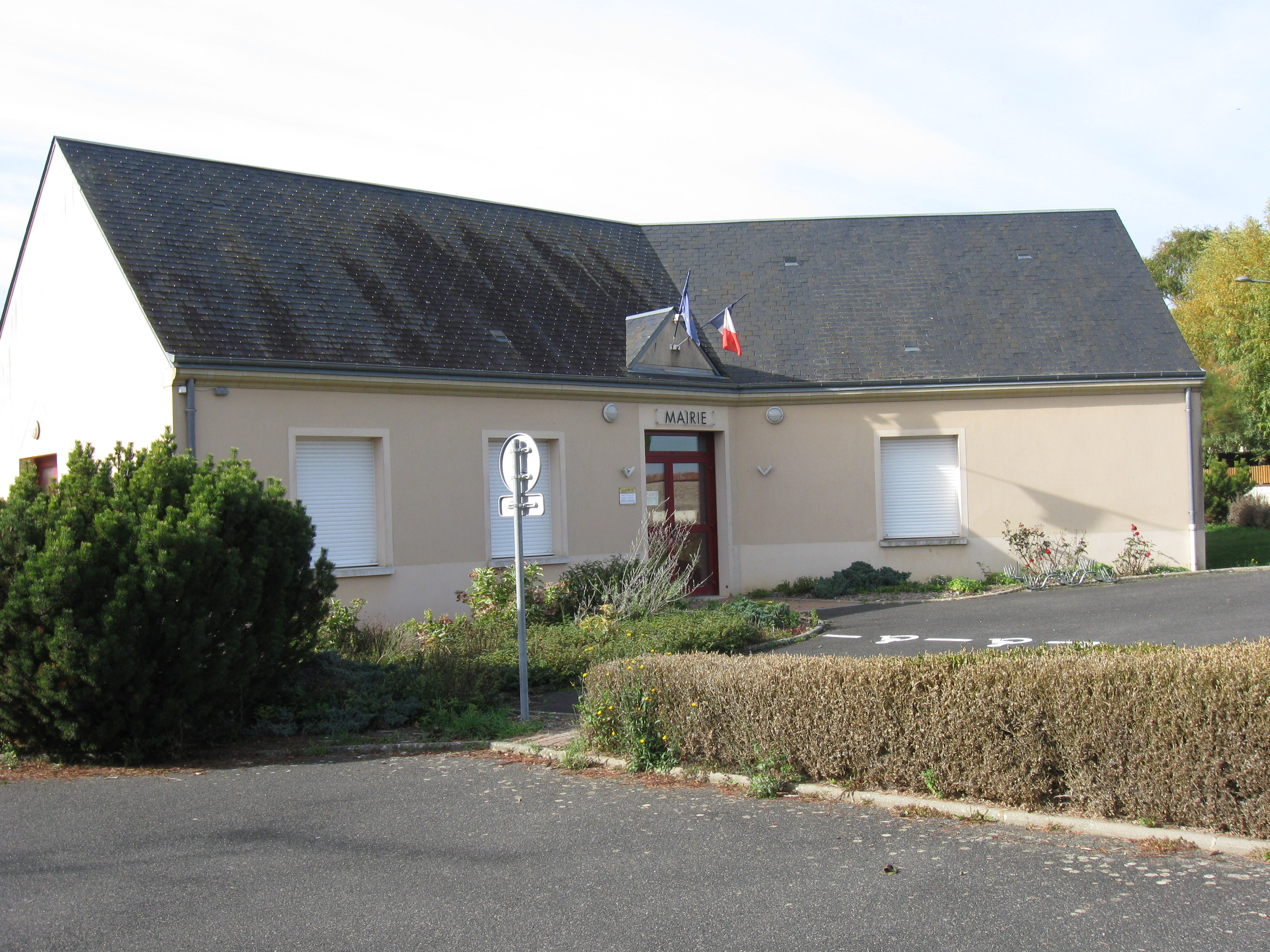
Ehemaliges Rathaus
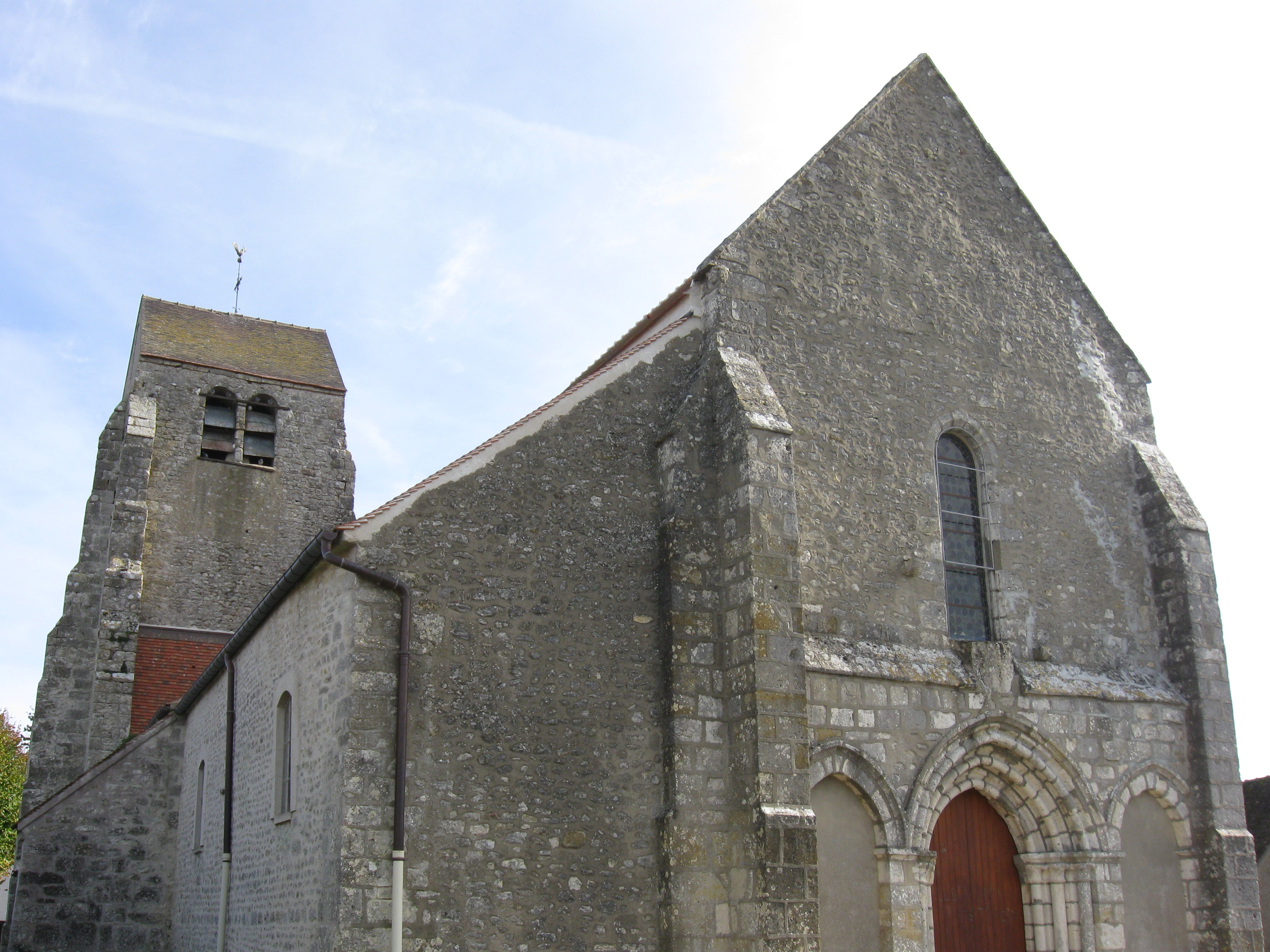
Kirche Saint-Michel